# Dajana Jurjevna Kirillova
Dajana Kirillova (oroszul: Даяна Юрьевна Кириллова, Kazany, 2002. április 16. –) orosz gyermekénekesnő.

## Karrierje
2012-ben elindult az Oroszországi Föderáció Junior Eurovíziós Dalfesztivál nemzeti döntőjén, ahol második helyen végzett. 2013-ban megnyerte a válogatót, így ő képviselhette Oroszországot a 2013-as Junior Eurovíziós Dalfesztiválon, Ukrajna fővárosában a Dream On (magyarul: Álmodj tovább) című dalával. A kijevi döntőn a negyedik helyet szerezte meg.

## Albumok
| Év   | Cím                | Album |
| ---- | ------------------ | ----- |
| 2013 | Dream On (Mechtay) |       |